# Шикара

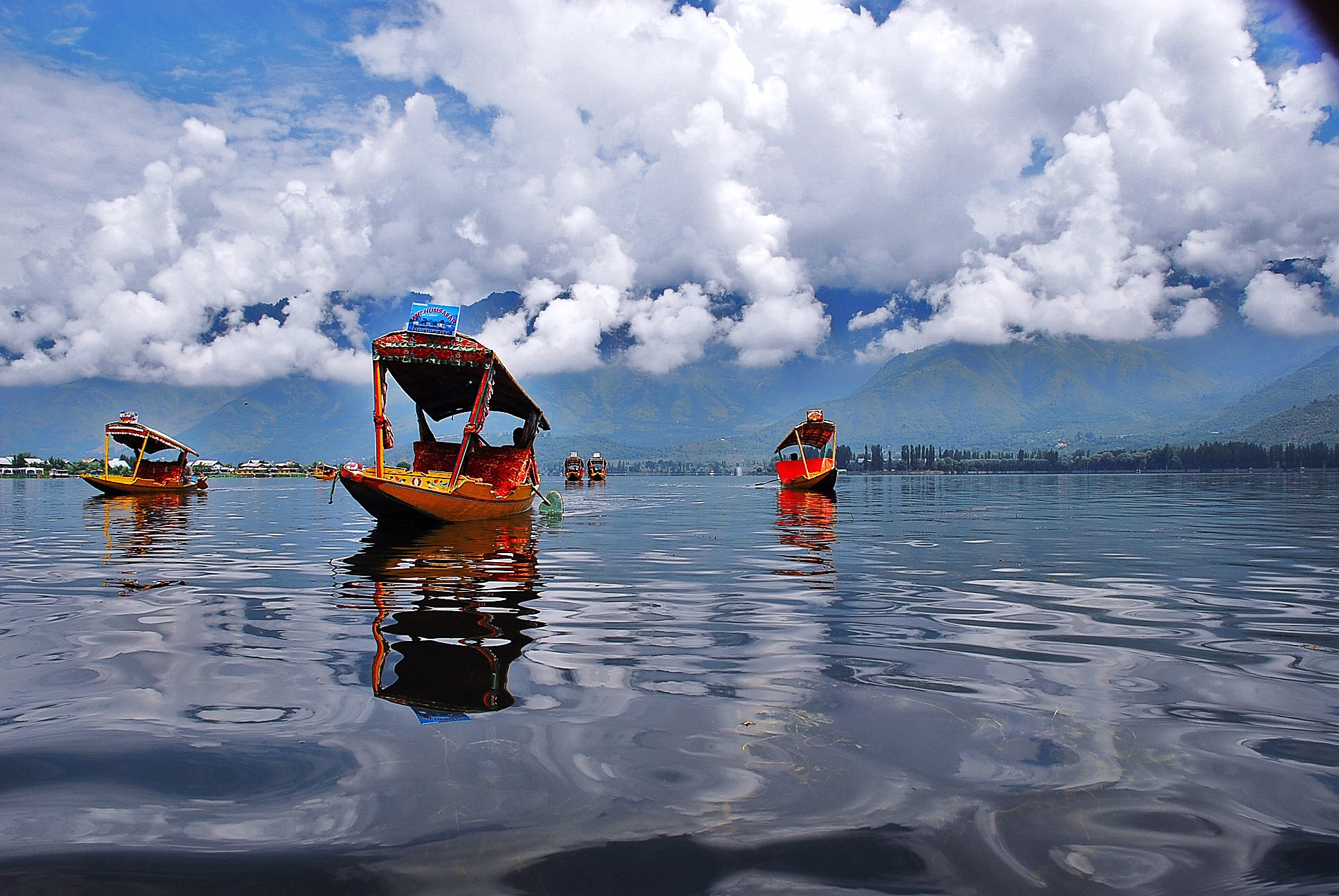
Шикара на озере Дал, Сринагар, Джамму и Кашмир, Индия

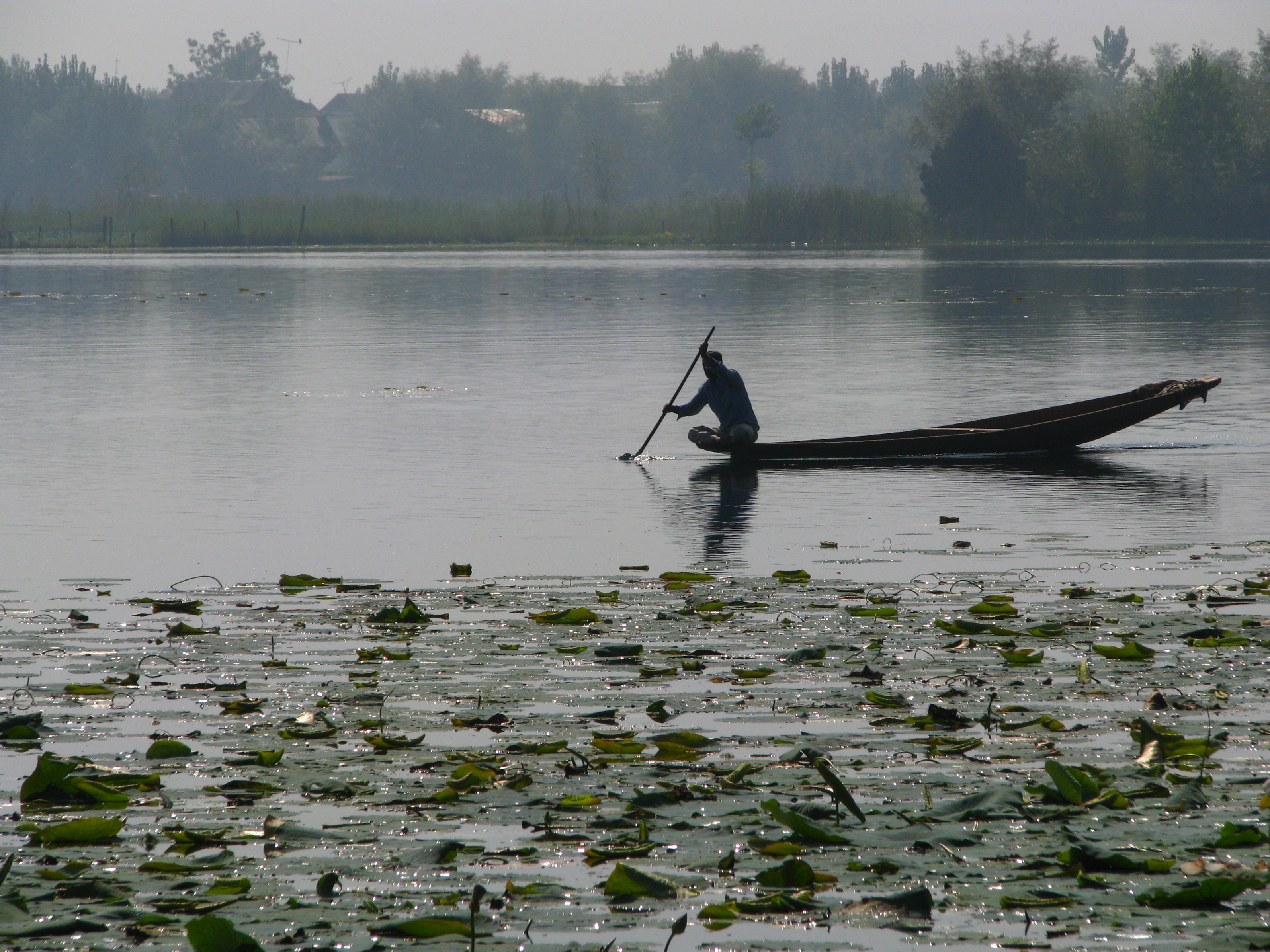
Лодочник управляет шикарой

Шикара — тип деревянной лодки, используемой на озере Дал и других водоёмах Сринагара, Джамму и Кашмир, Индия. Шикары бывают разных размеров и используются в различных целях, включая транспортные. Лодочники используют вёсла, держа их за уникальным лопатообразным дном и так правят шикарой. Обычно в шикаре помещаются шесть человек, тогда как гребец сидит на заднем краю.
Как и вьетнамские лодки во Вьетнаме, шикары являются культурным символом Кашмира. Некоторые шикары используются рыбаками, которые собирают водяные растения (обычно как корм), и плавают на них в дальние части озера Дал, другие лодки используют для перевозки туристов. В шикарах также жили некоторые бедняки.
Шикары стали туристическим аттракционом, на них туристы плавают по озеру Дал и Нагин, посещая достопримечательности. Очень популярны открытки с шикарой цветочника, которая используется как цветочный магазин и её борта украшены различными цветами.